# Biointerphases
Biointerphases (ook Biointerphases Journal) is een internationaal, aan collegiale toetsing onderworpen open access wetenschappelijk tijdschrift op het gebied van de biofysica.
Het wordt uitgegeven door Springer Science+Business Media namens de American Vacuum Society en verschijnt 4 keer per jaar.
Het eerste nummer verscheen in 2006.